# Tanambe
Tanambe is een plaats en commune in het oosten van Madagaskar, behorend tot het district Amparafaravola, dat gelegen is in de regio Alaotra-Mangoro. Tijdens een volkstelling in 2001 telde de plaats 18.722 inwoners.
In de plaats is basisonderwijs en voortgezet onderwijs voor jongeren en ouderen beschikbaar. 90 % van de bevolking werkt als landbouwer en 4 % verdient zijn brood als visser. Verder is 6% actief in de dienstensector.